# Freddie Highmore
Freddie Highmore, pseudonimo di Alfred Thomas Highmore (Londra, 14 febbraio 1992), è un attore britannico.
È diventato noto al grande pubblico fin da piccolo, in particolare per il ruolo di Peter Llewelyn Davis nel film biografico Neverland - Un sogno per la vita (2004) e di Charlie Bucket ne La fabbrica di cioccolato (2005). Ha interpretato il ruolo di Norman Bates nella serie TV Bates Motel e quello di Shaun Murphy in The Good Doctor, per il quale è stato candidato a un Golden Globe.

## Biografia
Figlio dell'agente cinematografica Sue Latimer e dell'attore Edward Highmore, nasce nel 1992 a Londra.
Nonostante il successo, ha deciso di proseguire negli studi. Dopo aver vissuto per anni ad Hampstead e aver frequentato la Highgate School di Londra, Highmore ha frequentato il corso di lingue straniere all'Emmanuel College dell'Università di Cambridge, presso la quale ha accettato di girare un falso documentario su sé stesso alle prese con tre mentori, Burgy, Clancy e Brown, che lo consigliano su come bilanciare la carriera cinematografica con quella accademica. Nel 2014 si è laureato in Arabo e Spagnolo.

### Carriera
Debutta a soli sei anni in alcuni film per la televisione. La prima parte importante gli viene affidata nello stesso anno nel film Women Talking Dirty in cui interpreta il figlio di Helena Bonham Carter e in cui lavora insieme a suo fratello Bertie. Nel 2004 ottiene la parte di Raoul nella produzione francese Due fratelli di Jean-Jacques Annaud. Nello stesso anno lavora al fianco di Johnny Depp e Kate Winslet in Neverland - Un sogno per la vita ed è protagonista, ancora insieme a Depp, de La fabbrica di cioccolato di Tim Burton, in cui tra l'altro è nuovamente il figlio della Bonham Carter nella finzione scenica.
Nel 2006 interpreta la versione infantile del personaggio che da adulto è interpretato da Russell Crowe in Un'ottima annata - A Good Year ed è il protagonista di Arthur e il popolo dei Minimei. Sempre come protagonista lavora al fianco di Robin Williams e Jonathan Rhys Meyers ne La musica nel cuore - August Rush (interpretando Evan Taylor). Ha inoltre doppiato Pantalaimon nella versione originale de La bussola d'oro. Successivamente ha recitato da doppio protagonista nel film Spiderwick - Le cronache, per cui ha interpretato entrambi i gemelli Grace, e ha prestato la propria voce nei film Astro Boy (tratto dal celebre manga), e nei due seguiti di Arthur e il popolo dei Minimei, dove recita anche "in carne e ossa". Master Harold... and the Boys (film sull'apartheid del Sudafrica) è uscito in DVD nell'autunno 2011, mentre il 30 dicembre 2010 la BBC ha mandato in onda il film tv Toast, nel quale Highmore interpreta un giovane cuoco al fianco di Helena Bonham Carter. Al Sundance Film Festival del 2011 è stato presentato il dramma romantico L'arte di cavarsela, in cui Highmore condivide il ruolo di protagonista con la giovane Emma Roberts.
Negli anni successivi, fatta eccezione per alcuni ruoli di doppiaggio nel mondo dell'animazione e un solo lungometraggio (La rivoluzione di Charlie), il suo volto è diventato noto negli Stati Uniti d'America per via della sua partecipazione come protagonista in due serie televisive: Bates Motel, prequel di Psyco, e successivamente The Good Doctor, di cui è anche produttore e che gli ha valso una nomination ai Golden Globe.

### Vita privata
Highmore vive a Londra ed evita i social media. Mentre stava facendo Bates Motel, Highmore sviluppò una stretta amicizia con la co-protagonista Vera Farmiga e divenne padrino di suo figlio.
Oltre all'inglese, Highmore parla fluentemente spagnolo e francese e semi-fluentemente arabo.
In un'intervista del settembre 2021 al Jimmy Kimmel Live!, Highmore ha rivelato di essersi sposato da poco. Sua moglie è la web designer Klarissa Munz, che era una compagna di studi all'Università di Cambridge.

## Filmografia

### Attore

#### Cinema
- Women Talking Dirty, regia di Coky Giedroyc (1999)
- Due fratelli (Deux Fréres), regia di Jean-Jacques Annaud (2004)
- Neverland - Un sogno per la vita (Finding Neverland), regia di Marc Forster (2004)
- 5 bambini & It (Five Children and It), regia di John Stephenson (2004)
- La fabbrica di cioccolato (Charlie and the Chocolate Factory), regia di Tim Burton (2005)
- Un'ottima annata - A Good Year (A Good Year), regia di Ridley Scott (2006)
- Arthur e il popolo dei Minimei (Arthur et les Minimoys), regia di Luc Besson (2006)
- La musica nel cuore - August Rush (August Rush), regia di Kirsten Sheridan (2007)
- Spiderwick - Le cronache (The Spiderwick Chronicles), regia di Mark Waters (2008)
- Arthur e la vendetta di Maltazard (Arthur et la Vengeance de Maltazard), regia di Luc Besson (2009)
- Arthur e la guerra dei due mondi (Arthur 3: La Guerre des deux mondes), regia di Luc Besson (2010)
- Master Harold... and the Boys, regia di Lonny Price (2010)
- L'arte di cavarsela (The Art of Getting By), regia di Gavin Wiesen (2011)
- Il viaggio (The Journey), regia di Nick Hamm (2016)
- La rivoluzione di Charlie (Almost Friends), regia di Jake Goldberger (2016)
- Way Down - Rapina alla banca di Spagna (Way Down), regia di Jaume Balagueró (2021)

#### Televisione
- Happy Birthday Shakespeare, regia di Nick Hurran – film TV (2000)
- Le nebbie di Avalon (The Mists of Avalon), regia di Uli Edel – miniserie TV (2001)
- Jack e il fagiolo magico (Jack and the Beanstalk: The Real Story), regia di Brian Henson – miniserie TV (2001)
- I Saw You – serie TV, episodi sconosciuti (2002)
- Toast, regia di S. J. Clarkson – film TV (2010)
- Bates Motel – serie TV, 50 episodi (2013-2017)
- Close to the Enemy, regia di Stephen Poliakoff – miniserie TV (2016)
- Tour de Pharmacy, regia di Jake Szymanski – film TV (2017)
- The Good Doctor – serie TV, 126 episodi (2017-2024)
- Leonardo – serie TV, 8 episodi (2021)

### Doppiatore
- La fabbrica di cioccolato (2005) - voce
- Arthur e il popolo dei Minimei (Arthur et les Minimoys), regia di Luc Besson (2006)
- La bussola d'oro (The Golden Compass), regia di Chris Weitz (2007)
- Kis Vuk, regia di György Gát e János Uzsák (2008)
- Astro Boy, regia di David Bowers (2009)
- Arthur e la vendetta di Maltazard (Arthur et la Vengeance de Maltazard), regia di Luc Besson (2009)
- Arthur e la guerra dei due mondi (Arthur 3: La Guerre des deux mondes), regia di Luc Besson (2010)
- Justin e i cavalieri valorosi (Justin y la espada del valor), regia di Manuel Sicilia (2013)
- Dragon Rider, regia di Tomer Eshed (2020)

### Produttore
- The Good Doctor - serie TV (2017-2024)
- Leonardo - serie TV (2021)

### Regista
- Bates Motel - serie TV, episodio 5x08 (2017)
- The Good Doctor - serie TV, episodi 2x15-4x10 (2019-2021)

### Sceneggiatore
- Bates Motel - serie TV, episodi 4x08-5x07 (2016-2017)
- The Good Doctor - serie TV, episodio 2x01 (2018)

## Premi e riconoscimenti
Golden Globe
- 2018 - Candidatura come miglior attore di una serie televisiva drammatica per The Good Doctor[10][11]

Screen Actors Guild Award
- 2005 - Candidatura come miglior cast cinematografico per Neverland - Un sogno per la vita
- 2005 - Candidatura come miglior attore non protagonista cinematografico per Neverland - Un sogno per la vita

Chainsaw Award
- 2017 - Candidatura come miglior attore televisivo per Bates Motel

Critics' Choice Awards
- 2005 - Miglior giovane attore per Neverland - Un sogno per la vita
- 2006 - Miglior giovane attore per La fabbrica di cioccolato
- 2006 - Candidatura come miglior giovane attore per Un'ottima annata - A Good Year
- 2014 - Candidatura come miglior attore per una serie drammatica per Bates Motel
- 2015 - Candidatura come miglior attore per una serie drammatica per Bates Motel
- 2018 - Candidatura come miglior attore per una serie drammatica per Bates Motel

Empire Awards
- 2005 - Miglior esordiente per Neverland - Un sogno per la vita

Las Vegas Film Critics Society
- 2005 - Miglior giovane attore cinematografico per Neverland - Un sogno per la vita

LC Awards
- 2008 - Miglior attore per La musica nel cuore - August Rush
- 2011 - Candidatura come miglior giovane attore per L'arte di cavarsela

London Critics Circle Film Awards
- 2005 - Candidatura come Inglese esordiente dell'anno per Neverland - Un sogno per la vita

MTV Movie Awards
- 2005 - Candidatura come esordiente eccezionale per Neverland - Un sogno per la vita

Young Artist Award
- 2005 - Miglior cast cinematografico giovane per Neverland - Un sogno per la vita
- 2005 - Candidatura come miglior giovane attore protagonista in un lungometraggio per Neverland - Un sogno per la vita
- 2008 - Candidatura come miglior giovane attore protagonista in un lungometraggio per La musica nel cuore - August Rush
- 2010 - Candidatura come miglior voce per il cinema per Astro Boy
- 2009 - Candidatura come miglior giovane attore protagonista in lungometraggio per Spiderwick - Le cronache

People's Choice Award
- 2014 - Candidatura come miglior anti-eroe della televisione per Bates Motel
- 2017 - Miglior attore televisivo

Phoenix Film Critics Society Awards
- 2004 - Miglior giovane attore protagonista o non protagonista per Neverland - Un sogno per la vita
- 2005 - Miglior giovane attore protagonista o non protagonista per La fabbrica di cioccolato

Saturn Award
- 2005 - Candidatura come miglior giovane attore per Neverland - Un sogno per la vita
- 2008 - Miglior giovane attore per La musica nel cuore - August Rush
- 2014 - Candidatura come miglior attore televisivo per Bates Motel
- 2017 - Candidatura come miglior attore televisivo per Bates Motel

Satellite Award
- 2005 - Miglior talento emergente
- 2014 - Candidatura come miglior attore in una serie drammatica per Bates Motel

Gold Derby TV Award
- 2013 - Candidatura come miglior attore drammatico per Bates Motel
- 2016 - Candidatura come miglior attore drammatico per Bates Motel

Nickelodeon Kid's Choice Awards
- 2008 - Candidatura come miglior attore

## Doppiatori italiani
Nelle versioni in italiano delle opere in cui ha recitato, Freddie Highmore è stato doppiato da:
- Manuel Meli ne La musica nel cuore - August Rush, Spiderwick - Le cronache, Bates Motel, La rivoluzione di Charlie, The Good Doctor, Way Down - Rapina alla banca di Spagna, Leonardo
- Jacopo Bonanni in Due fratelli, Neverland - Un sogno per la vita, La fabbrica di cioccolato
- Alex Polidori in 5 bambini e It
- Jacopo Castagna in Un'ottima annata
- Alessio Puccio in L'arte di cavarsela
- Marco Benedetti in Il viaggio

Da doppiatore è sostituito da:
- Manuel Meli in Arthur e la vendetta di Maltazard, Arthur e la guerra dei due mondi, Justin e i cavalieri valorosi
- Jacopo Castagna in Arthur e il popolo dei Minimei, La bussola d'oro
- Monica Bonetto ne La fabbrica di cioccolato (videogioco)
- Silvio Muccino in Astro Boy